# Zantheres
Zantheres gracillimus es una especie de araña araneomorfa de la familia Lycosidae. Es el único miembro del género monotípico Zantheres. Es originaria de Birmania.